# Lewis Hastings Sarett
Lewis Hastings Sarett (22 décembre 1917 - 29 novembre 1999) était un organicien américain. Il a synthétisé la cortisone lorsqu'il travaillait chez Merck & Co.

## Biographie
Il est né à Champaign, en Illinois. Son père était Lew Sarett, un poète et professeur juif réputé, et l'oncle de l'ancien secrétaire à la Défense, Donald Rumsfeld. Il a vécu à Laona (Wisconsin), pendant son enfance, puis il a été au lycée à Highland Park, dans l'Illinois. Il a obtenu une licence de sciences à l'université Northwestern en 1939 (Phi Beta Kappa), puis il a eu son doctorat à l'université de Princeton.
Il a travaillé pour Merck & Co pendant 38 ans avant de prendre sa retraite en 1982. Il a inventé un procédé permettant de synthétiser les composés prégnènes tel que la cortisone, ayant le numéro de brevet suivant : 2,462,133.
Il a donné son nom à la réaction d'oxydation d'un alcool en une cétone, ou en aldéhyde, à l'aide de trioxyde de chrome et de pyridine : l'oxydation de Sarett. Les alcools primaires seront oxydés en aldéhydes et non pas en acides carboxyliques.

## Distinctions et récompenses
- 1964 : Scheele Award
- 1972 : Chemical Pioneer Award de l'American Institute of Chemists [3]
- 1975 : National Medal of Science
- 1976 : médaille Perkin
- 1980 : intégré au National Inventors Hall of Fame
- 1980 : reçoit la médaille IRI de l'Institut de recherche industrielle en remerciements pour ses contributions aux avancées technologiques
- 1981 : American Institute of Chemists Gold Medal